# Hypericum horizontale
Hypericum horizontale är en johannesörtsväxtart som beskrevs av N.K.B. Robson. Hypericum horizontale ingår i släktet johannesörter, och familjen johannesörtsväxter. Inga underarter finns listade i Catalogue of Life.